# 傑克遜山 (南極洲)

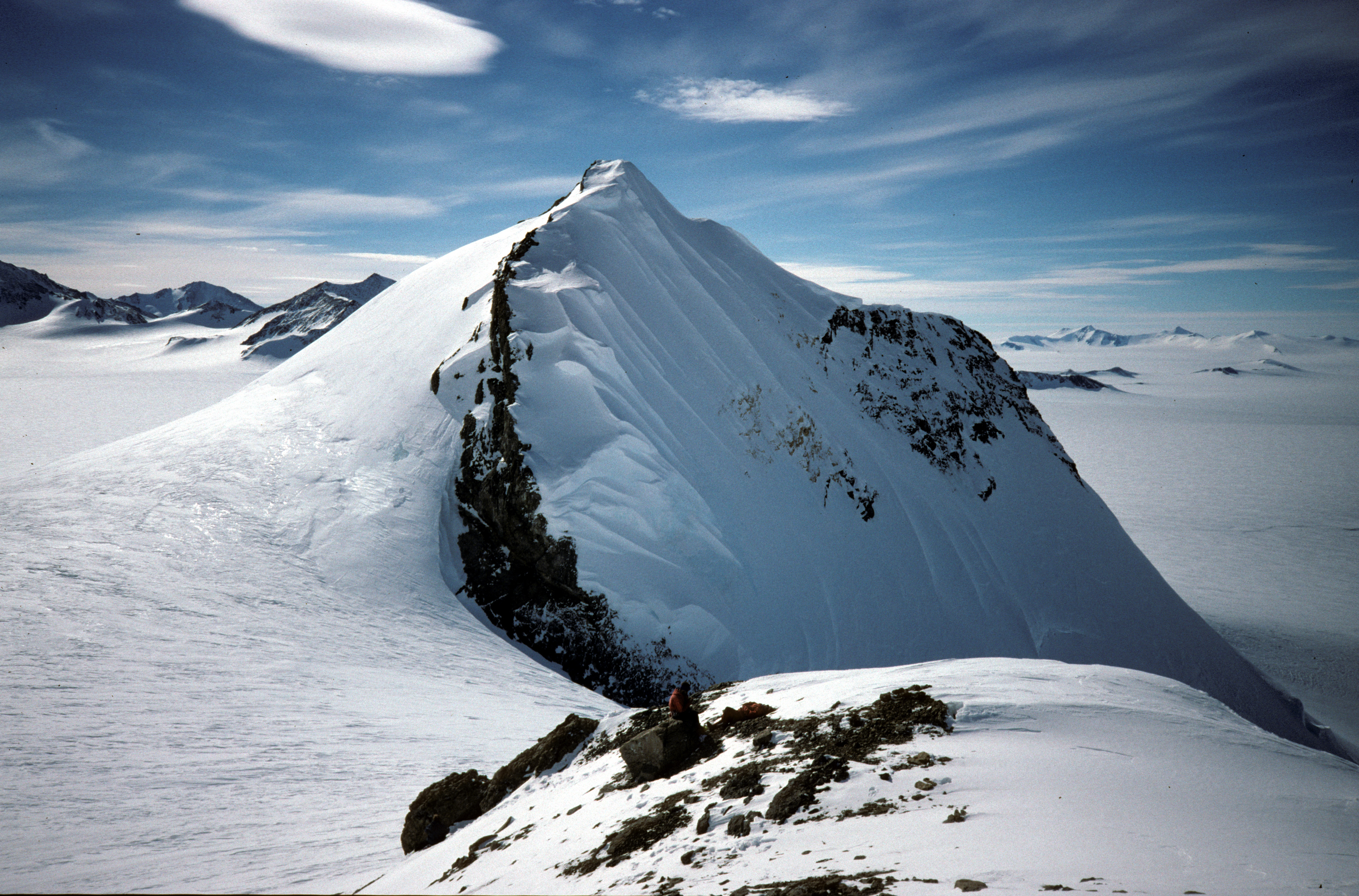

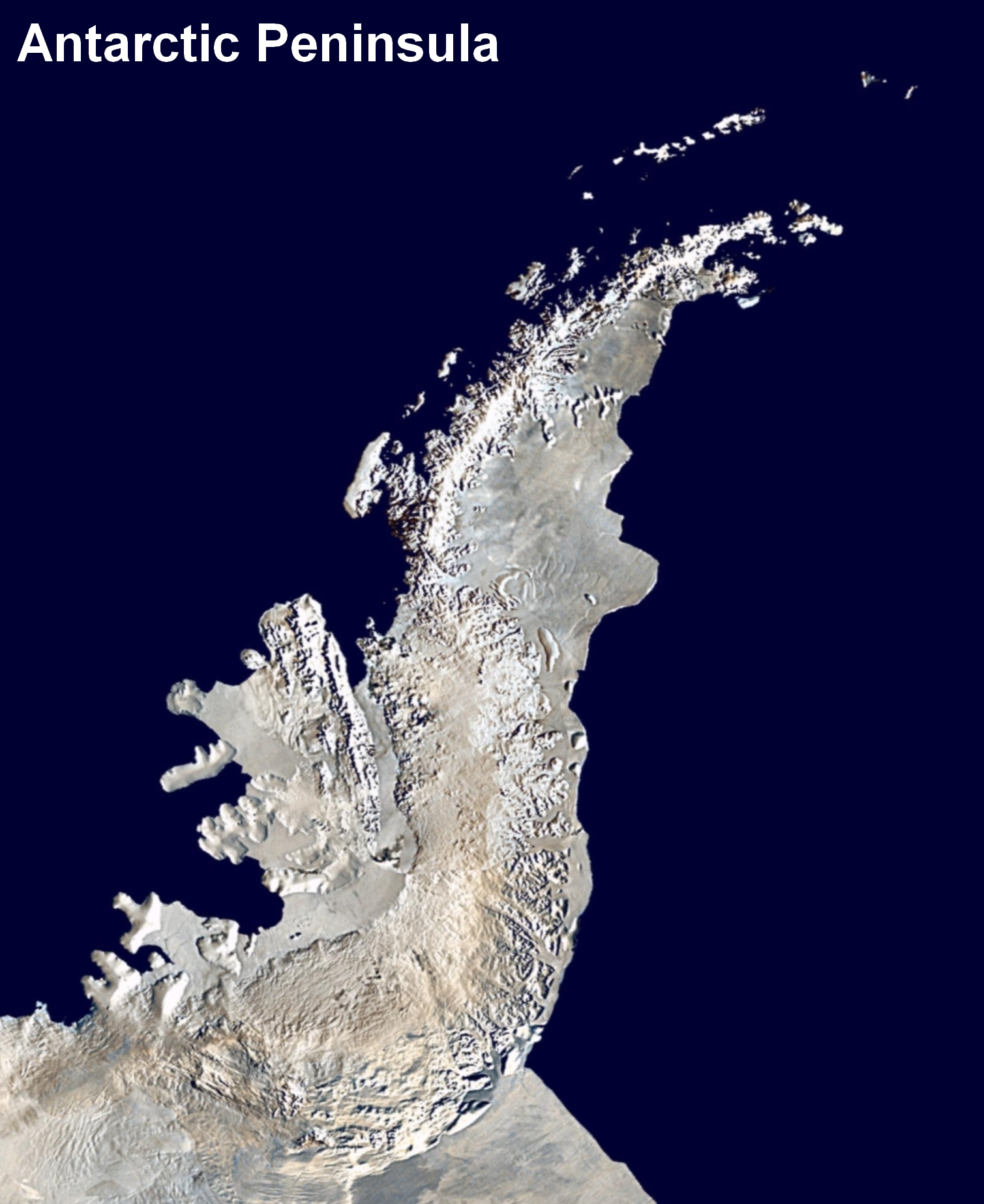

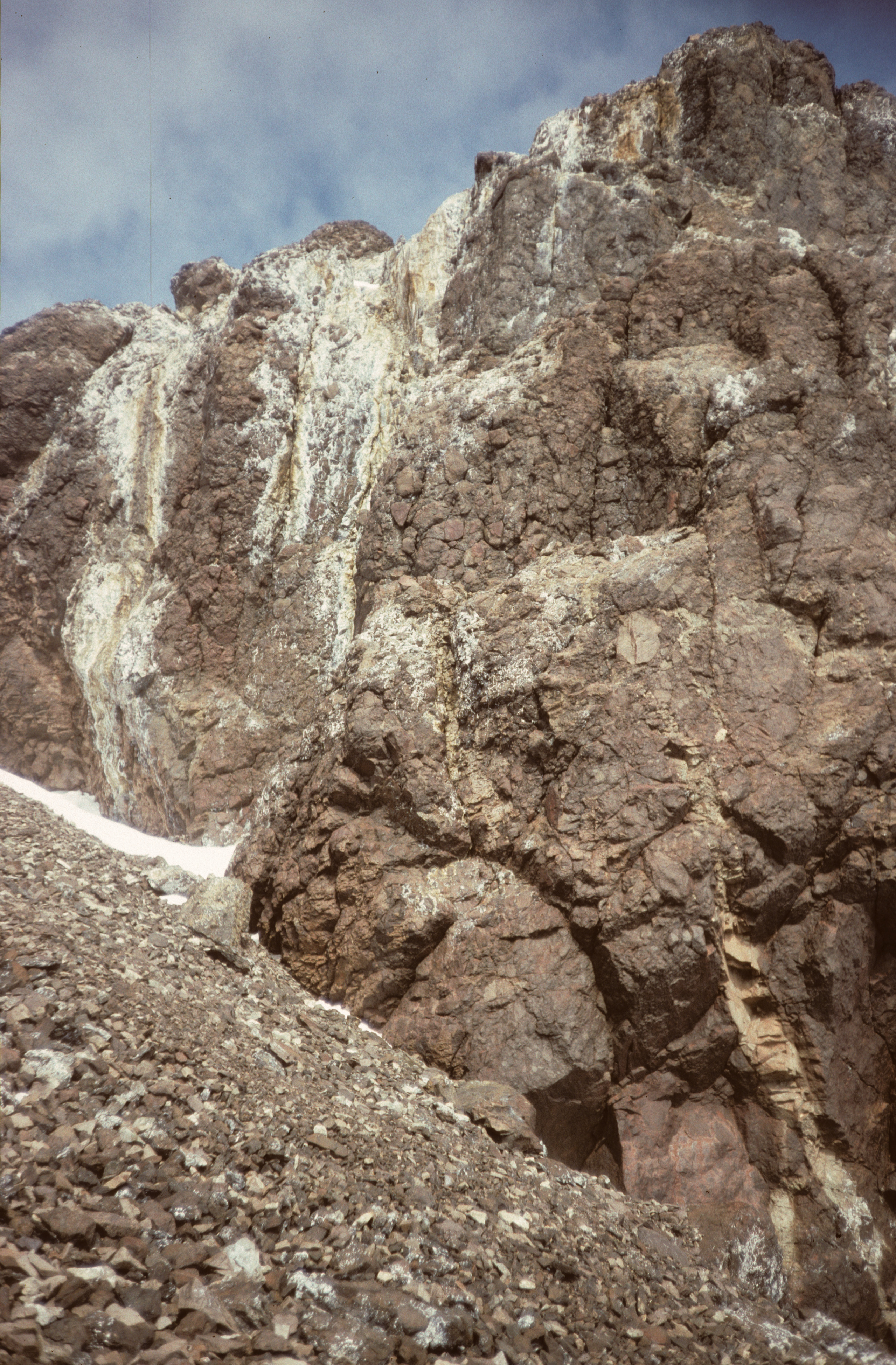

傑克遜山（英語：Mount Jackson）是南極洲的山峰，位於南極半島南部帕爾默地，海拔高度3,184米，該山峰在1939至1941年被美國探險隊發現，人類在1964年11月23日首次登頂。